# ウーゴ・ベッティ

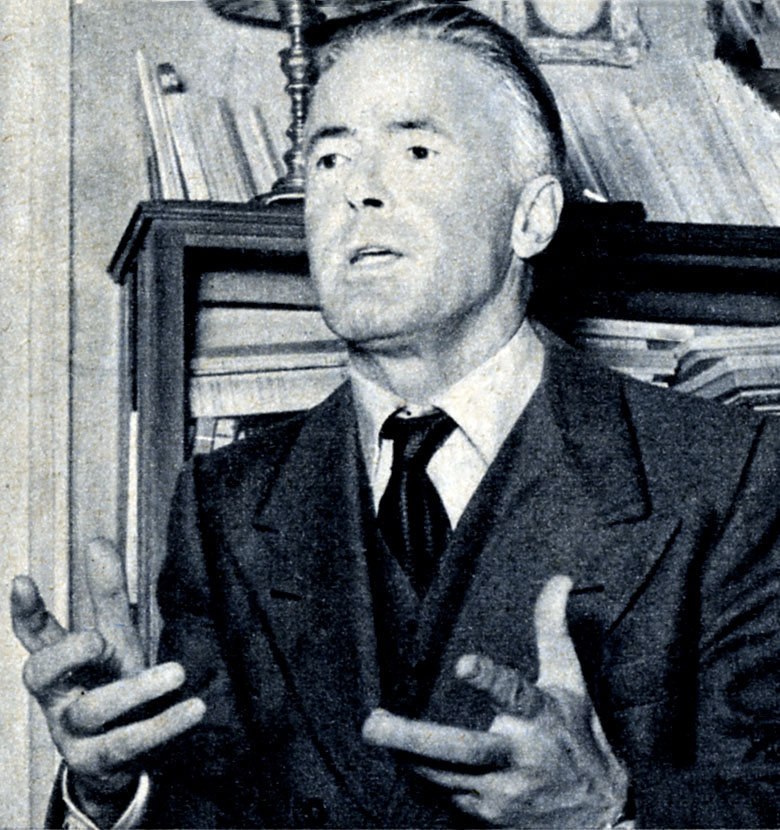
Ugo Betti

ウーゴ・ベッティ（Ugo Betti、1892年2月4日－1953年6月9日）はイタリアの裁判官である。しかし執筆者としてより知られており、ルイジ・ピランデルロに次いで偉大なイタリア人の劇作家だと考えられている。
ベッティは第一次世界大戦が始まった時にはパルマで法律を学んでいたが、開戦後、志願兵になっている。戦後、法律を学び終えたベッティは判事となる。余暇に作品を書いて、最初の詩集を1922年に出版する。この「物思いにふける王（Il Re pensieroso）」という題を付けられた作品は、1917年から1918年にかけてドイツ軍の捕虜となっていた時に著されたものだった。最初の劇作品である「女主人（La Padrona）」は、1927年に初めて上演された。この劇の成功の結果、ベッティは劇作家として全力で打ち込むことになる。1931年、パルマからローマに移る。1938年にはファシストから、ユダヤ人であること、反ファシスト的として告発される。第二次世界大戦終了後、今度はファシストだったとして告発されるが、後に訴えを取り下げられる。晩年は法務省図書館で働いた。
ベッティは、全部で27の作品を書いたが、その中で最も高く評価されているのは、彼の人生の晩年に当たる1940年以降没するまでの期間に書かれた作品群である。ベッティの作品は、邪悪さの本質とは何か、主人公が経験する存在に伴う罪の意識、罪の贖いというテーマ、こうした内容を探求している。時には「イタリアのカフカ」と言われることもある。犯罪捜査は彼の劇作品に特有の動機となっている。「調査」では、手続きが徐徐に現実的なものから形而上学的段階に移っていくのだが、調査の対象が何なのか、はっきりと明かされることがないままに終わる。最も知られている作品はおそらく「黒い法廷（Corruzione al Palazzo di Giustizia）」(1944年発表、1974年映画化)であろう。その中では、司法の腐敗の可能性を追究することによっていっそう多くの人間の関与がうかがわれることになり、調査をしている本人が自分の有罪について議論することになってしまう。

## 作品
- Il Re pensieroso (The Thoughtful King, 1922)
- 女主人 La Padrona (The Mistress of the House, 1926)
- L'isola meravigliosa (1929)
- Il diluvia (1931)
- Una bella domenica di settembre (1935)
- われらの夢 I nostri sogni (1936)
- Frano allo scalo nord (Landslide at the North Station, 1936)
- Il paese delle vacanze (Summertime, 1937)
- Favola di Natale (1937)
- Il cacciatore di anitre (The Duck Hunter, 1940)
- Il diluvio (The Flood, 1943)
- Spiritismo nell'antica casa (Spirit-Raising in the Old House, 1944)
- 黒い法廷 Corruzione al Palazzo di Giustizia (Corruption in the Palace of Justice, 1944-1945)
- 牝山羊が島の犯罪（山羊の島の犯罪） Delitto all'isola delle capre (Crime on Goat-Island, 1946)
- イレーネに罪はない Irene innocente (1946)
- Ispezione (The Inquiry, 1947)
- Aque turbate (Troubled Waters, 1948)
- La regina e lgli insorti (The Queen and the Rebels, 1949)
- 焼けた花園 L'aiuola bruciata (The Burnt Flowerbed, 1952)
- La Fuggitiva (The Fugitive, 1953)

## 映画
- われらの夢 I nostri sogni (1943)

監督：ヴィットリオ・コッタファヴィ　原作：ウーゴ・ベッティ　脚本：ヴィットリオ・デ・シーカ、チェーザレ・ザヴァッティーニ他
出演：ヴィットリオ・デ・シーカ、マリア・メルカデル、パオロ・ストッパ、ルイージ・アルミランテ、グリエルモ・バルナボ他
- L'adultera (1946)

監督：ドゥイリオ・コレッティ　原作：トゥリオ・ピネリ　脚本：トゥリオ・ピネリ、ウーゴ・ベッティ
出演：クララ・カラマイ、ロルダーノ・ルピ、カルロ・ニンキ、デリア・ブランディ他
- 嵐の女 Les possédées (1956)

監督：シャルル・ブラバン　原作：ウーゴ・ベッティ「牝山羊が島の犯罪」
出演：マドレーヌ・ロバンソン、マガリ・ノエル、ラフ・ヴァローネ、ダニー・カレル他
- 黒い法廷　Corruzione al Palazzo di Giustizia　(1974)

監督：マルチェッロ・アリプランディ　原作：ウーゴ・ベッティ　音楽：ピノ・ドナッジオ
出演：フランコ・ネロ、フェルナンド・レイ、マーティン・バルサム、ウンベルト・オルシーニ他

## 英文で閲覧可能な作品
- Three Plays. Edited by Gino Rizzo (New York: Hill and Wang, 1966). Includes The Inquiry, Goat Island, and The Gambler.
- Three Plays. Translated by Henry Reed. (New York: Grove Press, 1958). Includes The Queen and the Rebels, Summertime, and The Burnt Flowerbed.
- Three Plays on Justice. Translated by G. H. McWilliam. (San Francisco: Chandler Publishing, 1964). Includes Landslide, Struggle Till Dawn, and The Fugitive.

## 参照項目
- Eric Salmon. "Ugo Betti's Troubled Waters." Modern Drama 11 (1968): 97-108.
- Harold H. Watts. "Ugo Betti: The Theater of 'Shame." Modern Drama 12 (1969): 64-79.